# Coublanc (Saona i Loira)
Coublanc és un municipi francès, situat al departament de Saona i Loira i a la regió de Borgonya - Franc Comtat. L'any 2007 tenia 886 habitants.

## Demografia

### Població
El 2007 la població de fet de Coublanc era de 886 persones. Hi havia 326 famílies, de les quals 76 eren unipersonals (28 homes vivint sols i 48 dones vivint soles), 99 parelles sense fills, 127 parelles amb fills i 24 famílies monoparentals amb fills.
La població ha evolucionat segons el següent gràfic:
Habitants censats

### Habitatges
El 2007 hi havia 479 habitatges, 339 eren l'habitatge principal de la família, 99 eren segones residències i 42 estaven desocupats. 467 eren cases i 11 eren apartaments. Dels 339 habitatges principals, 276 estaven ocupats pels seus propietaris, 55 estaven llogats i ocupats pels llogaters i 8 estaven cedits a títol gratuït; 1 tenia una cambra, 5 en tenien dues, 26 en tenien tres, 95 en tenien quatre i 212 en tenien cinc o més. 261 habitatges disposaven pel capbaix d'una plaça de pàrquing. A 122 habitatges hi havia un automòbil i a 185 n'hi havia dos o més.

### Piràmide de població
La piràmide de població per edats i sexe el 2009 era:
| Homes | Edats   | Dones |
| ----- | ------- | ----- |
| 0     | 95 o +  | 4     |
| 0     | 90 a 94 | 12    |
| 0     | 85 a 89 | 24    |
| 4     | 80 a 84 | 8     |
| 20    | 75 a 79 | 20    |
| 24    | 70 a 74 | 28    |
| 24    | 65 a 69 | 24    |
| 24    | 60 a 64 | 20    |
| 20    | 55 a 59 | 36    |
| 28    | 50 a 54 | 12    |
| 16    | 45 a 49 | 44    |
| 24    | 40 a 44 | 24    |
| 32    | 35 a 39 | 44    |
| 36    | 30 a 34 | 20    |
| 36    | 25 a 29 | 24    |
| 24    | 20 a 24 | 24    |
| 48    | 15 a 19 | 20    |
| 20    | 10 a 14 | 24    |
| 24    | 5 a 9   | 16    |
| 12    | 0 a 4   | 36    |

## Economia
El 2007 la població en edat de treballar era de 536 persones, 405 eren actives i 131 eren inactives. De les 405 persones actives 372 estaven ocupades (199 homes i 173 dones) i 33 estaven aturades (12 homes i 21 dones). De les 131 persones inactives 54 estaven jubilades, 37 estaven estudiant i 40 estaven classificades com a «altres inactius».

### Ingressos
El 2009 a Coublanc hi havia 349 unitats fiscals que integraven 863 persones, la mediana anual d'ingressos fiscals per persona era de 16.540 €.

### Activitats econòmiques
Dels 33 establiments que hi havia el 2007, 1 era d'una empresa alimentària, 1 d'una empresa de fabricació de material elèctric, 6 d'empreses de fabricació d'altres productes industrials, 7 d'empreses de construcció, 9 d'empreses de comerç i reparació d'automòbils, 1 d'una empresa de transport, 1 d'una empresa d'hostatgeria i restauració, 1 d'una empresa de serveis, 4 d'entitats de l'administració pública i 2 d'empreses classificades com a «altres activitats de serveis».
Dels 11 establiments de servei als particulars que hi havia el 2009, 1 era una oficina de correu, 1 taller de reparació d'automòbils i de material agrícola, 1 paleta, 2 guixaires pintors, 1 fusteria, 1 lampisteria, 1 electricista, 2 perruqueries i 1 restaurant.
Dels 4 establiments comercials que hi havia el 2009, 1 era una botiga de més de 120 m², 2 fleques i 1 una botiga de mobles.
L'any 2000 a Coublanc hi havia 20 explotacions agrícoles que ocupaven un total de 540 hectàrees.

## Equipaments sanitaris i escolars
El 2009 hi havia 2 escoles elementals.

## Poblacions més properes
El següent diagrama mostra les poblacions més properes.